# Pierson Prioleau
Pierson Olin Prioleau (født 6. august 1977 i Charleston, South Carolina, USA) er en tidligere amerikansk footballspiller, der spillede i NFL som safety. Prioleau kom ind i ligaen i 1998 og spillede der frem til 2010.

## Klubber
- San Francisco 49ers (1999–2000)
- Buffalo Bills (2001–2004)
- Washington Redskins (2005–2007)
- Jacksonville Jaguars (2008)
- New Orleans Saints (2009–2010)